# Charivari (pantalon)
Pour les articles homonymes, voir charivari.
Le charivari est un pantalon de cavalier garni de cuir dans l'entrejambe et boutonné sur les côtés extérieurs, afin de pouvoir être enfilé facilement par-dessus les bottes. Le pantalon est une sur-culotte. Le passepoil est coloré selon le régiment. Il dispose parfois d'une manchette et étrière à fixer sous la semelle, des pattes de sous-pied.
Ce type de pantalon fut en usage au XIXe siècle. Les soldats du premier empire en portaient.
L'étymologie est un probable emprunt à une langue slave, telle que le polonais (pl) szarawary ou le russe (ru) šarawary.